# 다가야촌
다가야촌(田ヶ谷村)은 사이타마현 기타사이타마군에 존재했던 촌이다. 현재의 가조시에 해당한다.

## 역사
- 1889년 4월 1일 - 정촌제 시행에 수반해 기타사이타마군 다가야촌이 성립하였다.
- 1943년 4월 1일 - 기사이정, 다나다레촌, 다가야촌, 고구키촌, 다카야나기촌과 합병해 새로운 기사이정이 성립하였다.
- 1946년 5월 1일 - 기사이정이 분립해, 다카야나기촌이 재성립하였다.
- 1955년 3월 20일 - 기사이정에 편입되었다.